# Bredtsche Regel
Die Bredtsche Regel ist eine empirische Regel in der Organischen Chemie. Zuerst formulierte sie der deutsche Chemiker Julius Bredt im Jahre 1924. Sie besagt, dass in kleinen bicyclischen Kohlenwasserstoffen aufgrund der Ringspannung keine Doppelbindung an einem Brückenkopfatom liegen kann.
In der zweiten Hälfte des 20. Jahrhunderts wurde die Bredtsche Regel präzisiert. Demnach sollten nur solche Bicyclo[x.y.z]alk-1-ene stabil sein, in denen die Summe S der Brückenglieder die folgende Forderung erfüllt: S = x + y + z ≥ 7.

Instabile bicyclische Kohlenwasserstoffe {Bicyclo[x.y.z]alk-1-ene} mit einer Doppelbindung zu einem Brückenkopf. In allen drei Verbindungen ist S < 7.

Einige instabile bicyclische Kohlenwasserstoffe mit S = 5 oder 6 konnten jedoch durch Folgereaktionen indirekt nachgewiesen werden.
Bildlich kann man sich vorstellen, dass eine Doppelbindung am Brückenkopf einer trans-Doppelbindung entspräche, die aufgrund der entstehenden Ringspannung für Ringsysteme mit weniger als acht Gliedern kaum auftritt. Infolge der Geometrie wäre die Überlappung der an der Bindung beteiligten p-Orbitale der sp2-hybridisierten Kohlenstoffatome zu gering, um eine stabile Bindung zu gewährleisten.

Stabile bicyclische Kohlenwasserstoffe {Bicyclo[x.y.z]alk-1-ene} mit einer Doppelbindung zu einem Brückenkopf. In allen drei Verbindungen ist S = 7.

Analog zu trans-Doppelbindungen in cyclischen Kohlenwasserstoffen treten Doppelbindungen am Brückenkopf von bicyclischen Verbindungen erst ab einer Größe von acht Ringatomen auf.

1(9)-Homocuben-Homocubyliden-Gleichgewicht

Daneben gibt es einige Verbindungen, die nicht der Bredtschen Regel folgen. Diese werden auch als anti-Bredt-Verbindungen (Anti-Bredt-Olefine, ABO) bezeichnet. Ein Beispiel ist das durch Philip E. Eaton und Karl L. Hoffmann synthetisierte 1(9)-Homocuben, wobei der Begriff des Olefins hier laut theoretischer Studien nur begrenzt angewendet werden kann – aufgrund der starken Verdrehung der p-Orbitale, welche die π-Bindung realisieren. Das 1(9)-Homocuben gilt zurzeit als das Olefin mit der stärksten Verdrillung.
Hundert Jahre nach Aufstellen der Regel zeigten Luca McDermott et al. endgültig deren Fehlerhaftigkeit, indem sie fast die gleichen Verbindungen, die in der Originalpublikation von Bredt als unmöglich beschrieben wurden (isomere Norbornene) durch eine Kobayashi-Eliminierung in situ erzeugten und mit verschiedenen Dienen in einer Diels-Alder-Reaktion reagieren ließen. Die Autoren plädierten im selben Zuge gegen die unkritische Vermittelung derartiger Regeln in Lehrbüchern, da sie der Auffassung sind, sie würden neue Entdeckungen verlangsamen.